# بژژننا گورا
بژژننا گورا (به لهستانی:  Brzezinna Góra) یک روستا در لهستان است که در گمینا نوو دونگنوو واقع شده‌است.